# Farroechi Qosim
Farroechi Qosim (Tadzjieks: Фаррухи Қосим, 17 september 1948 – Doesjanbe, 7 februari 2010) was een Tadzjieks toneelspeler, -schrijver en -regisseur.

## Levensloop
Qosim begon zijn loopbaan als acteur en deed zijn eerste toneelregie in de loop van de jaren zeventig. Zijn gedurfde kritieken op het totalitaire systeem in de Sovjet-Unie kwam hem op intern ballingschap te staan.
Tijdens de invoering van glasnost en andere sociale liberaliseringen in de jaren tachtig kwam hij met een eigen theatergroep en legde hij een grote activiteit aan de dag. Vanaf deze tijd ontwikkelde hij zich tot een vernieuwer van het Tadzjiekse theater.
Kenmerkend aan zijn werk is dat hij concepten en methoden uit een grote variëteit van religieuze, mystieke en literaire teksten onttrok en ze opnieuw interpreteerde door er nieuwe karakters aan toe te voegen. Zijn inspiratie putte hij bijvoorbeeld uit de soefi-mystiek, teksten uit het zoroastrisme, verzen uit de koran, werk van Perzische de filosoof en dichter Rumi en stukken van Molière, Boelgakov en anderen. Slechts een voorbeeld hiervan was een vermenging van tiende-eeuwse Perzische teksten met de klassieker King Lear van Shakespeare.
In zijn studio leidde hij een nieuwe generatie acteurs en regisseurs op, maar bleef daarnaast ook zelf optreden met zijn theatergroep Achoroem. Hij trad ook buiten de grenzen op in Oost-Europa, het Midden-Oosten en West-Europa. In 2004 werd hij voor zijn bijdrage aan het Tadzjiekse theater en de literatuur onderscheiden met een Prins Claus Prijs.